# Astragalus yamamotoi
Astragalus yamamotoi är en ärtväxtart som beskrevs av Kingo Miyabe och Misao Tatewaki. Astragalus yamamotoi ingår i släktet vedlar, och familjen ärtväxter. Inga underarter finns listade i Catalogue of Life.